# Barakamon
Barakamon (jap. ばらかもん) – manga autorstwa Satsuki Yoshino, publikowana na łamach magazynu „Gangan Online” wydawnictwa Square Enix od lutego 2009 do grudnia 2018. Nazwa serii w lokalnym dialekcie wysp Gotō oznacza „energiczny/wesoły”. Na podstawie mangi studio Kinema Citrus wyprodukowało serial anime, który emitowany był od lipca do września 2014.
Spin-off, zatytułowany Handa-kun (jap. はんだくん), ukazywał się w magazynie „Gekkan Shōnen Gangan” od października 2013 do czerwca 2016. Serial anime na jego podstawie emitowano między lipcem a wrześniem 2016, za jego produkcję odpowiadało zaś studio Diomedéa.

## Fabuła
Seishu Handa mimo młodego wieku jest profesjonalnym kaligrafem. Kiedy jednak starszy kurator wystawy krytykuje jego kaligrafię za zbytnią nieoryginalność („jak z podręcznika”), Seishu wpada w gniew i uderza go. Za karę ojciec postanawia wysłać go na jedną z wysp Gotō, niedaleko Kiusiu, gdzie poznaje mieszkańców wioski i zaczyna odnajdywać swój własny styl.

## Bohaterowie

### Barakamon
- Seishu Handa (jap. 半田 清舟 Handa Seishū)

Seiyū: Daisuke Ono, Nobunaga Shimazaki (Handa-kun) 
- Naru Kotoishi (jap. 琴石 なる Kotoishi Naru)

Seiyū: Suzuko Hara 
- Miwa Yamamura (jap. 山村 美和 Yamamura Miwa)

Seiyū: Nozomi Furuki 
- Tamako Arai (jap. 新井 珠子 Arai Tamako)

Seiyū: Rumi Ōkubo 
- Hiroshi Kido (jap. 木戸 浩志 Kido Hiroshi)

Seiyū: Kōki Uchiyama 
- Hina Kubota (jap. 久保田 陽菜 Kubota Hina)

Seiyū: Rina Endō 
- Kentaro Ohama (jap. 大浜 謙太郎 Ōhama Kentarō)

Seiyū: Seiya Kimura 
- Akihiko Arai (jap. 新井 明彦 Arai Akihiko)

Seiyū: Megumi Han 
- Yūjirō Kido (jap. 木戸 裕次郎 (郷長) Kido Yūjirō (Gōchō))

Seiyū: Tanuki Sugino 
- Kazuyuki Sakamoto (jap. 坂本 一行 Sakamoto Kazuyuki)

Seiyū: Fumihiko Tachiki 
- Takao Kawafuji (jap. 川藤 鷹生 Kawafuji Takao)

Seiyū: Junichi Suwabe 
- Kosuke Kanzaki (jap. 神崎 康介 Kanzaki Kōsuke)

Seiyū: Yuki Kaji 
- Kosaku Kotoishi (jap. 琴石 耕作 Kotoishi Kōsaku)

Seiyū: Hiroshi Ito 
- Iwao Yamamura (jap. 山村 巌 Yamamura Iwao)

Seiyū: Atsushi Ono 
- Seimei Handa (jap. 半田 清明 Handa Seimei)

Seiyū: Kōsuke Meguro 
- Emi Handa (jap. 半田 えみ Handa Emi)

Seiyū: Yoshino Takamori, Natsuko Kuwatani (Handa-kun) 

### Handa-kun
- Junichi Aizawa (jap. 相沢 順一 Aizawa Jun’ichi)

Seiyū: Yūya Hirose 
- Reo Nikaido (jap. 二階堂 レオ Nikaidō Reo)

Seiyū: Tetsuya Kakihara 
- Akane Tsutsui (jap. 筒井 あかね Tsutsui Akane)

Seiyū: Yoshimasa Hosoya 
- Yukio Kondo (jap. 近藤 幸男 Kondō Yukio)

Seiyū: Daiki Yamashita 
- Kei Hanada (jap. 花田 慶 Hanada Kei)

Seiyū: Yūsuke Shirai 
- Miyoko Kinjo (jap. 金城 美代子 Kinjō Miyoko)

Seiyū: Kaede Hondo 
- Maiko Mori (jap. 森 麻衣子 Mori Maiko)

Seiyū: Miku Itō 
- Sawako Tennoji (jap. 天王寺 佐和子 Tennōji Sawako)

Seiyū: Yū Kobayashi 
- Kotaro Higashino (jap. 東野 光太郎 Higashino Kōtarō)

Seiyū: Makoto Furukawa 
- Juri (jap. ジュリ)

Seiyū: Kimiko Saitō 
- Kasumi Hiroyama (jap. 比良霞 Hiroyama Kasumi)

Seiyū: Rie Kugimiya 
- Asahi Ichimiya (jap. 一宮 旭 Ichinomiya Asahi)

Seiyū: Ken’ichi Suzumura 
- Soichi Nagamasa (jap. 長政 壮一 Nagamasa Sōichi)

Seiyū: Daisuke Hirakawa 
- Sosuke Kojika (jap. 小鹿 宗介 Kojika Sōsuke)

Seiyū: Shōta Aoi 
- Tsukasa Komichi (jap. 小路 司 Komichi Tsukasa)

Seiyū: Toshiki Masuda 
- Tomohiro Shiromoto (jap. 条本 友弘 Shiromoto Tomohiro)

Seiyū: Wataru Hatano 

## Manga
Pierwszy rozdział mangi ukazał się w lutym 2009 na łamach magazynu „Gangan Online”. Następnie wydawnictwo Square Enix rozpoczęło zbieranie rozdziałów do wydań w formacie tankōbon, których pierwszy tom ukazał się 22 lipca tego samego roku. W 17. tomie ogłoszono, że manga zakończy się wraz z wydaniem 18. tomu w grudniu 2018.
| Nr | Data wydania (język japoński) | ISBN (język japoński)  |
| -- | ----------------------------- | ---------------------- |
| 1  | 22 lipca 2009                 | ISBN 978-4-7575-2616-7 |
| 2  | 22 lutego 2010                | ISBN 978-4-7575-2796-6 |
| 3  | 22 października 2010          | ISBN 978-4-7575-3027-0 |
| 4  | 21 maja 2011                  | ISBN 978-4-7575-3229-8 |
| 5  | 22 grudnia 2011               | ISBN 978-4-7575-3443-8 |
| 6  | 21 lipca 2012                 | ISBN 978-4-7575-3667-8 |
| 7  | 22 marca 2013                 | ISBN 978-4-7575-3715-6 |
| 8  | 21 września 2013              | ISBN 978-4-7575-3958-7 |
| 9  | 21 czerwca 2014               | ISBN 978-4-7575-4333-1 |
| 10 | 22 września 2014              | ISBN 978-4-7575-4413-0 |
| 11 | 12 maja 2015                  | ISBN 978-4-7575-4636-3 |
| 12 | 12 września 2015              | ISBN 978-4-7575-4732-2 |
| 13 | 12 marca 2016                 | ISBN 978-4-7575-4905-0 |
| 14 | 12 grudnia 2016               | ISBN 978-4-7575-5179-4 |
| 15 | 12 czerwca 2017               | ISBN 978-4-7575-5241-8 |
| 16 | 12 grudnia 2017               | ISBN 978-4-7575-5433-7 |
| 17 | 12 czerwca 2018               | ISBN 978-4-7575-5617-1 |
| 18 | 12 grudnia 2018               | ISBN 978-4-7575-5938-7 |

Spin-off/prequel mangi, zatytułowany Handa-kun (jap. はんだくん), był publikowany w magazynie „Gekkan Shōnen Gangan” od 12 października 2013 do 11 czerwca 2016. Seria ukazała się również w siedmiu tankōbonach wydanych między 21 czerwca 2014 a 12 września 2016.
| Nr | Data wydania (język japoński) | ISBN (język japoński)  |
| -- | ----------------------------- | ---------------------- |
| 1  | 21 czerwca 2014               | ISBN 978-4-7575-4333-1 |
| 2  | 22 września 2014              | ISBN 978-4-7575-4412-3 |
| 3  | 22 stycznia 2015              | ISBN 978-4-7575-4534-2 |
| 4  | 12 sierpnia 2015              | ISBN 978-4-7575-4711-7 |
| 5  | 12 lutego 2016                | ISBN 978-4-7575-4877-0 |
| 6  | 12 lipca 2016                 | ISBN 978-4-7575-5047-6 |
| 7  | 12 września 2016              | ISBN 978-4-7575-5094-0 |

## Anime
Adaptacja anime w oparciu o mangę została wyprodukowana przez studio Kinema Citrus. Serial był emitowany od 6 lipca do 27 września 2014. Motywem otwierającym jest „Rashisa” (jap. らしさ) w wykonaniu Super Beaver, kończącym zaś „Innocence” autorstwa NoisyCell. Prawa do streamingu serii nabył Crunchyroll.
Telewizyjny serial anime na podstawie spin-offu serii został zapowiedziany 1 lutego 2016 w magazynie internetowym „Gangan Online”. 12-odcinkowy serial został wyreżyserowany przez Yoshitakę Koyamę i wyprodukowany przez studio Diomedéa. Michiko Yokote, Mariko Kunisawa i Miharu Hirami napisali scenariusze, Mayuko Matsumoto zaprojektowała postacie, a Kenji Kawai skomponował muzykę. Anime było emitowane od 8 lipca do 23 września 2016 w stacjach TBS i CBC, a później również w MBS, BS-TBS i TBS Channel 1. Motyw otwierający, „The LiBERTY”, został wykonany przez Fo’xTails, natomiast motyw końcowy, zatytułowany „HIDE-AND-SEEK”, zaśpiewał Ken’ichi Suzumura.

### Lista odcinków
| №  | Tytuł | Premiera         |
| -- | --- | ---------------- |
| 1  | Troublesome Kid Barakakodon /Genkina kodomo (ばらかこどん /元気な子供)                                             | 6 lipca 2014     |
| 2  | Annoying Yakamashika /urusai (やかましか /うるさい)                                                                | 13 lipca 2014    |
| 3  | Mochi Thrown in Celebration Hitonmochi /Oiwai de nagerareru mochi (ひとんもち /お祝いで投げられる餅)               | 20 lipca 2014    |
| 4  | Island Dads Shiman ontsandon /Shima no oyajitachi (しまんおんつぁんどん /島の親父たち)                             | 27 lipca 2014    |
| 5  | Going Swimming at the Beach Un ni oegii /Umi ni oyogi ni iku (うんにおえぎいっ /海に泳ぎに行く)                    | 3 sierpnia 2014  |
| 6  | Guys from Tokyo Yosonmon /Toukyou kara kita yatsura (よそんもん /東京から来た奴ら)                                 | 10 sierpnia 2014 |
| 7  | A High-Grade Fish Hisan-iwo /Koukyuuna sakana (ひさんいを /高級な魚)                                               | 17 sierpnia 2014 |
| 8  | Buddhist Chanting Dance Onde /Nenbutsu odori (オンデ /念仏踊り)                                                    | 24 sierpnia 2014 |
| 9  | Was Almost Seriously Injured Okega makucchishita /Ookega shisouni natta (おけがまくっちした /大怪我しそうになった) | 6 września 2014  |
| 10 | Let’s All Go Together Dacchi ikode /Minna de ikou (だっちいこで /みんなで行こう)                                   | 13 września 2014 |
| 11 | I Am in Tokyo Toukyou ni imasu /Yoseo (東京にいます /よせおっ)                                                     | 20 września 2014 |
| 12 | Glad That You’re Back Kaette kite urishika (かえってきてうりしか)                                                  | 27 września 2014 |